# جورج اسکولز
جورج اسکولز (انگلیسی: George Scholes; ۲۴ نوامبر ۱۹۲۸ – ۱۸ نوامبر ۲۰۰۴) بازیکن هاکی روی یخ اهل کانادا بود.